# Maria Teresa Cybo-Malaspina

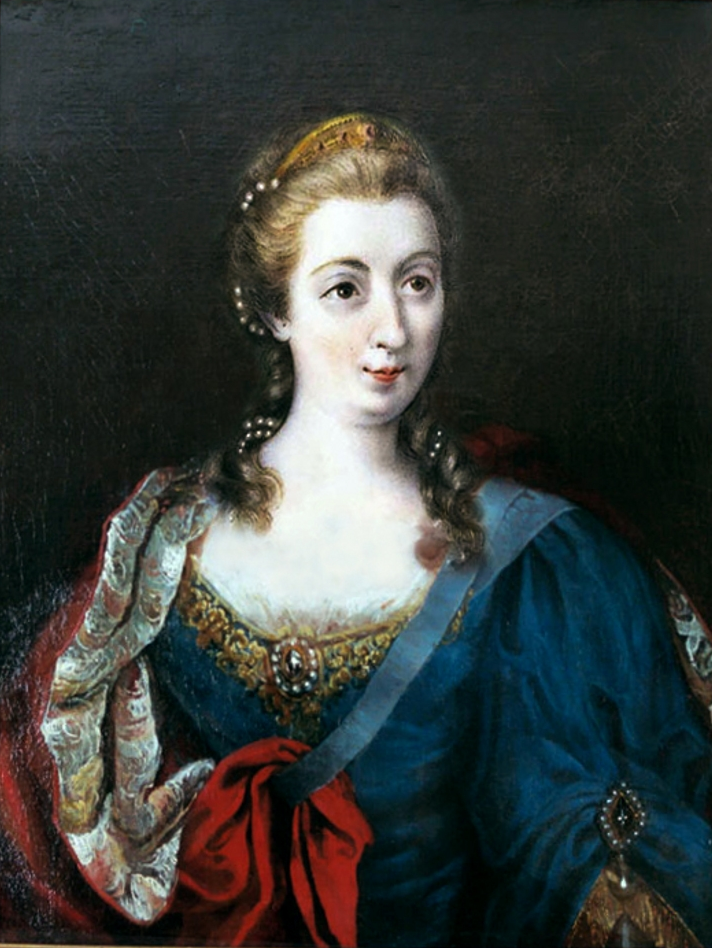
Maria Teresa, um 1750

Maria Teresa Cybo (* 29. Juni 1725; † 25. Dezember 1790) war Herzogin von Massa und Carrara.
Sie kam in Novellara (heute Emilia-Romagna) als ältestes Kind und Alleinerbin des Herzogs Alderano Cybo von Massa und Carrara und seiner Frau Ricciarda Gonzaga, Gräfin von Novellara, zur Welt. Ihr Vater starb bereits am 18. August 1731. Das Herzogtum stand zunächst unter Regentschaft ihrer Mutter, mit Erreichen der Mündigkeit übernahm sie 1744 selbst die Herrschaft.

## Herrschaft
Sie führte verwaltungstechnische Reformen im Geiste des Josephinismus ein, wodurch die Wirtschaft angekurbelt wurde. Unter anderem verantwortete sie den Bau der Via Vandelli als zentraler Straßenverbindung für das Herzogtum und ließ ein Hospital in Massa erbauen.
In Kulturreiseführern zur Toskana wird sie mehrfach erwähnt. Sie begründete 1769 die Accademia di Belle Arti di Carrara. Ihr Berater, der Bildhauer Giovanni Domenico Olivieri, hatte am spanischen Hof in Madrid die Gründung der Real Academia de Bellas Artes de San Fernando auf den Weg gebracht und Maria Teresa die Einrichtung einer Kunstakademie in Carrara vorgeschlagen.

## Edikt zu den Steinbrüchen
Das Eigentum an den Marmorsteinbrüchen in Carrara und Massa übergab sie in einem 1746 erlassenen Edikt den Kommunen (Vicinanze) vor Ort, die Betreiber hatten den Kommunen einen Pachtzins zu zahlen. Dies war faktisch noch im 20. Jahrhundert gültig, was aber faktisch von Betreibern konterkariert wurde, weil der Pachtzins dann nur noch rein symbolisch war. Der anarchosyndikalistische Rechtsanwalt Vico Fiaschi setzte sich 1920 mit einer historisch begründeten Argumentation und Berufung auf die Herzogin für die Sozialisierung der Brüche ein.

## Ehe und Nachkommen

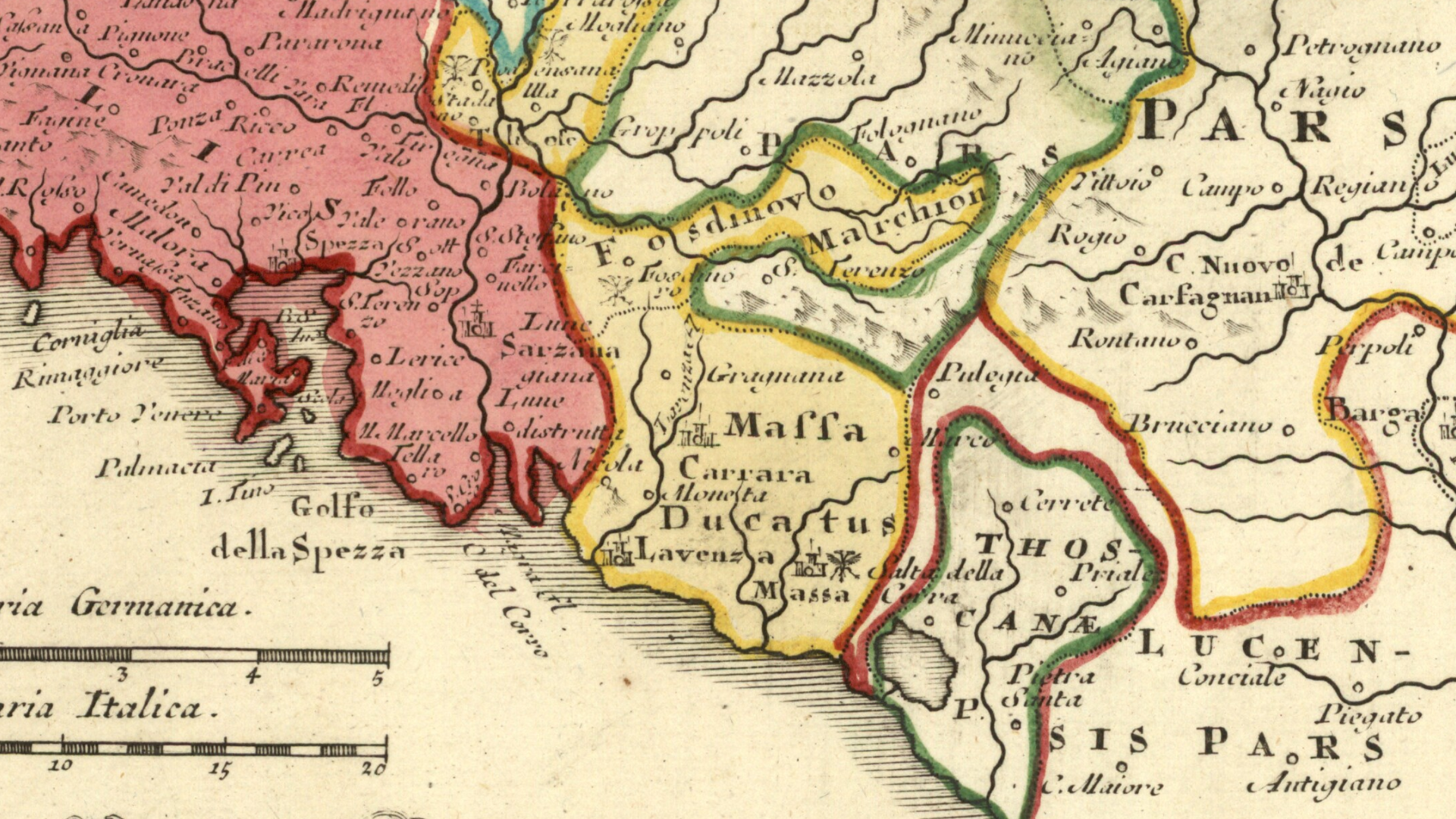
Die nördliche Toskana in der ersten Hälfte des 18. Jahrhunderts mit dem Herzogtum Massa und Carrara

Im Jahr 1732, im Alter von sieben Jahren, wurde sie mit dem Grafen von Soissons, Eugenio Giovanni Francesco von Savoyen, dem Großneffe und einzigen männlichen Erben des Prinzen Eugen von Savoyen, verlobt. Noch im selben Jahr besuchte der junge Graf seine Verlobte und zukünftige Schwiegermutter in Massa, die Hochzeit konnte jedoch nicht gefeiert werden, da er 1734 in Mannheim starb.
1737 wurde Maria Teresa erneut dem sehr jungen zukünftigen Erben des Herzogtums Modena und Reggio, Ercole Rinaldo d’Este, versprochen, der zwei Jahre jünger war als sie. Die Hochzeit wurde am 16. April 1741 in Massa per Ferntrauung gefeiert, als der Bräutigam noch nicht das vierzehnte Lebensjahr vollendet hatte. Aus ihrer gequälten Ehe gingen zwei Kinder hervor:
1. Maria Beatrice d’Este (* 7. April 1750; † 14. November 1829), Herzogin von Massa und Carrara 1790–1797 und ab 1815, ⚭ 15. Oktober 1771 Ferdinand, Erzherzog von Österreich (* 1. Juni 1754; † 24. Dezember 1806)
2. Rinaldo d’Este (* 4. Januar 1753; † 5. Mai 1753)